# Thomas Fournil
Pas d'image ? Cliquez ici

a Compétitions nationales et continentales officielles uniquement.

Dernière mise à jour le 2 avril 2020.
Thomas Fournil, né le 30 janvier 1987 à Narbonne, est un joueur français de rugby à XV qui évolue au poste de demi d'ouverture.

## Biographie
Formé à Narbonne, il dispute son premier match professionnel le 15 décembre 2007 contre le Stade montois en Pro D2. En 2009, il rejoint le SC Albi pour jouer en Top 14.

## Carrière
- 2007-2009 : RC Narbonne
- 2009-2012 : SC Albi
- 2012-2013 : Stade rochelais
- 2013-2015 : AS Béziers
- 2015-2018 : RC Narbonne

## Palmarès
Champion de FRANCE cadets 2003